# Eta Capricorni
Eta Capricorni (Arm, Zhou (周), Chow, 22 Capricorni) é uma estrela na direção da constelação de Capricornus. Possui uma ascensão reta de 21h 04m 24.32s e uma declinação de −19° 51′ 17.8″. Sua magnitude aparente é igual a 4.82. Considerando sua distância de 158 anos-luz em relação à Terra, sua magnitude absoluta é igual a 1.39. Pertence à classe espectral A5V.